# Guy Hunt
Guy Hunt (Bishop's Stortford, Hertfordshire, 17 januari 1947) is een professional golfer, coach en referee.

## Carrière
Hunt werd al in 1963 professional.
In 1972 speelde Hunt het eerste toernooi van de net opgerichte Europese PGA Tour. Hij miste met een slag de play-off en eindigde op de derde plaats achter Valentino Barrios en Antonio Garrido, die het toernooi won. Dat jaar eindigde hij op de 6de plaats bij het Brits Open, en eindigde hij op de 2de plaats van de Order of Merit waardoor hij dat jaar de Ryder Cup mocht spelen.
Na jarenlang reizen en spelen besloot hij coach te worden, en tussendoor enkele golfbanen te ontwerpen. Zijn leven veranderde, toen hij in 1990 op St Andrews rondliep, waar het Brits Open gespeeld werd. Hij kwam daar John Paramour tegen, die toen de hoofdreferee was. Deze vroeg Hunt of die misschien ook referee wilde worden. In 1992 haalde hij zijn R&A referee-examen, en sindsdien reist hij weer veel.
Van 1997-1999 speelde hij op de Europese Senior Tour, maar hij is liever referee.

### Gewonnen
- 1977: Dunlop Masters

### Teams
- Ryder Cup: 1975
- World Cup: 1972, 1975